# Періодонт
Періодонт — це сполучнотканинне утворення, розташоване в щілиноподібному просторі шириною 0,2-0,25 мм між альвеолою і цементом кореня зуба. Складається з волокнистих структур, клітинних елементів та основної речовини.
Волокна поєднані в товсті пучки, які щільно вплітаються з одного боку в цемент кореня зуба, а з іншого — у кісткову тканину альвеоли. Біля верхівки кореня вони мають радіальний напрямок, а в інших ділянках косий, біля шийки зуба — горизонтальний. Окрім колагенових волокон в періодонті наявні також ретикулінові, еластичні та окситаланові волокна.
Серед клітинних елементів у періодонті знаходяться фібробласти, гістіоцити, макрофаги, тучні клітини, незначна кількість остеобластів, цементобластів, епітеліальних клітин.
Основна речовина періодонту, що представлена високомолекулярними полісахаридами, забезпечує перебіг основних обмінних процесів у періодонті.
До функцій періодонту відносять:
- опорно-утримуючу
- амортизуючу
- трофічну
- пластичну
- сенсорну
- захисну.

У вікових змінах періодонту можна виділити 3 етапи:
- період з 20 до 24 років, характеризується розвитком і формуванням нормальної структури
- період з 25 до 40 років, характеризується стабільністю будови
- період після 40 років, характеризується деструктивними змінами у періодонті у вигляді розволокнення окремих пучків колагенових волокон, зміни тинкторіальних властивостей. Особливістю цього є те, що розволокнення більше виражене у пришийковій ділянці зуба.